# Градовский, Александр Дмитриевич
Алекса́ндр Дми́триевич Градо́вский (13 [25] декабря 1841, хутор Волчий, Воронежская губерния — 6 [18] ноября 1889, Санкт-Петербург) — русский профессор права и публицист; дворянин рода Градовских. Преподавал в Санкт-Петербургском университете. Участвовал в создании Тырновской конституции.

## Биография
Сын участника Отечественной войны 1812 года Градовского Дмитрия Дмитриевича. Александр Дмитриевич Градовский родился 13 (25) декабря 1841 год на хуторе Волчий в Валуйском уезде Воронежской губернии (ныне — Волоконовский район Белгородской области). Образование получил в харьковской второй гимназии и в Харьковском университете.
Был редактором «Харьковских губернских ведомостей», потом чиновником особых поручений при воронежском губернаторе. К этому времени относится одна из первых его работ — лекция о земских учреждениях, которая была напечатанная в «Воронежских губернских ведомостях».
В 1866 году Градовский защитил в Санкт-Петербургском университете диссертацию на степень магистра государственного права («Высшая администрация XVIII века и генерал-прокуроры»).
Будучи единогласно избран штатным доцентом, Градовский начал в январе 1867 году чтение лекций по государственному праву. Одновременно он был назначен исправляющим должность экстраординарного профессора в императорском Александровском лицее.
В 1868 году А. Д. Градовский защитил докторскую диссертацию «История местного управления в России», после чего был избран экстраординарным, а через год — ординарным профессором университета.
В 1889 году Градовский тяжело заболел и был вынужден прекратить преподавательскую деятельность. 18 сентября ему было присвоено звание почётного члена Санкт-Петербургского университета. Умер 6 (18) ноября 1889, похоронен на Тихвинском кладбище; в 1930-е гг. перезахоронен на Литераторских мостках.
После его смерти созданное им юридическое общество при университете почтило его память, проведя особое, посвящённое ему, заседание. Ряд речей, произнесённых на заседании, позже издали отдельной брошюрой (СПб., 1890).
В последние годы возрос интерес к наследию А. Д. Градовского. Были защищены диссертации И. И. Гуляка («Социально-политическая философия А. Д. Градовского»), Т. Е. Плященко («Политические и исторические взгляды А. Д. Градовского»), Ю. В. Брояка («Политико-правовые воззрения А. Д. Градовского»).

## Работы и идеи
Капитальный труд Градовского, единственный в своём роде в русской литературе, — это «Начала русского государственного права»; т. I вышел в 1875 г. (посмертное изд. 1891 г.), II — в 1876 г. (2-е изд. 1880 г.), III — в 1883 г. Ценный вклад в науку составляют и труды Градовского по государственному праву иностранному — «Германская конституция» (т. I, 1875 и II — 1876); статьи, посвящённые сравнительному обзору систем местного управления («Сборн. госуд. знаний», т. V и VI); «Государственное право важнейших европейских держав. Часть историческая» (1886).
Последнее произведение представляет собою глубокий анализ тех фактов политической истории Западной Европы, которые привели почти все западноевропейские государства к конституционализму. Выдающийся научный деятель гармонически соединялся в Градовском с талантливым публицистом. Много лет сряду он был постоянным сотрудником «Голоса», а также «Русской речи». Целый ряд его статей не только не издан отдельно, но даже трудно определить, какие именно передовые статьи «Голоса» принадлежат Градовскому. Часть статей Градовского вошла в состав изданных им сборников: «Политика, история, администрация, критические и политические статьи» (1871), «Национальный вопрос в истории и литературе» (1873) и «Трудные годы» (1880). Из крупных статей, не вошедших в сборники, особенно замечательны: «О современном направлении государственных наук» (речь на акте Санкт-Петербургского университета 1873 г., см. Протоколы совета); «Закон и административное распоряжение по русскому праву» («Сборн. госуд. зн.», т. I, 1874); «По поводу одного предисловия» («В. Е.», 1882, май); «Система Меттерниха» («В. Е.», 1883, янв., февр.), «Крестьянские выборы в гласные уездных земских собраний» («В. Е.», 1883, май); «Государство и Церковь в Пруссии. Пятнадцать лет культуркампфа» («В. Е.», 1886, июль, авг., сент.). Несмотря на обширную литературную деятельность, Градовский находил время для усердной работы в учёных и благотворительных обществах.
Он основал административное отделение юридического общества при Спб. университете и состоял некоторое время членом комитета и казначеем литературного фонда. Как профессор, Градовский был незаменим: строгий на экзаменах, он заставлял студентов усиленно работать по своему предмету, зато и сам тщательно обрабатывал свои лекции и горячо проповедовал в них начала гуманности и свободы. Как учёный, он, можно сказать, создал науку русского государственного права. Как публицист, он постоянно боролся за те идеи и учреждения, которые, по его же выражению, служили «раскрепощению России».
Полемизируя с Достоевским, отстаивавшим значение личного начала в ущерб общественному, Градовский доказывал, что для полного и цельного развития человеческой личности необходимы известные условия общественной и политической жизни. Несовершенства политической и общественной жизни свидетельствуют у нас, говоря словами Градовского, о следующей «нехитрой истине»: никакие общественные установления не могут ни развиться, ни даже пустить корней, если человеческая личность не обеспечена в своих элементарных правах. «Уважение к человеческой личности» — вот верховный критерий, в незыблемости которого Градовский всегда и везде старался убедить читателей и слушателей.
- Собрание сочинений А. Д. Градовского: Т. 1-9 — СПб., 1899—1908.